# Cyclopinodes longifurcata
Cyclopinodes longifurcata is een eenoogkreeftjessoort uit de familie van de Hemicyclopinidae. De wetenschappelijke naam van de soort is voor het eerst geldig gepubliceerd in 1953 door Lindberg.